# Quintana del Castillo
Quintana del Castillo è un comune spagnolo di 1 073 abitanti situato nella comunità autonoma di Castiglia e León.